# كاترين كاميلري
كاترين كاميلري (بالإنجليزية: Katrine Camilleri)‏ هي محامية مالطية، ولدت في 24 فبراير 1970 في مالطا.